# Kastanjetter

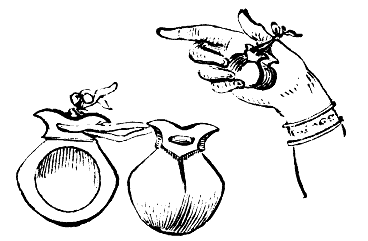
Kastanjetter

Kastanjetter (skrivs i plural) (fr. castagnettes, sp. castañuelas, eg. "små kastanjer", av sp. castaña, "kastanj"), ett i spanska och neapolitanska danser brukligt skallerinstrument, bestående av två i form av ett genomskuret kastanjeskal (därav namnet) sammansatta träbitar, genom vilkas hopslående med fingrarna - sedan musikinstrumentet medelst ett band fästs vid tummen - de dansande slår takten till sina rörelser. Vanligen har den dansande ett par kastanjetter i vardera handen.